# Hemiolaus marya
Hemiolaus marya is een vlinder uit de familie van de Lycaenidae. De wetenschappelijke naam van de soort is voor het eerst gepubliceerd in 1887 door Paul Mabille.
De soort komt voor in Madagaskar.